# Alvaro Pierri
Alvaro Pierri (Montevideo, 1952) è un chitarrista uruguaiano, celebre interprete di chitarra classica e professore all'Università per la musica e le arti interpretative di Vienna.

## Formazione
Pierri ha iniziato gli studi musicali con la madre, Ada Estades, per il pianoforte e con la zia, Olga Pierri, per la chitarra. Successivamente, ha studiato con Abel Carlevaro, con il compositore Guido Santorsola e presso l'Istituto Nazionale Uruguayano di Musicologia.
Dall'età di 11 anni ha ricevuto premi in concorsi internazionali di chitarra, tra cui il Primo Premio al Concorso Internazionale di Chitarra di Buenos Aires (Argentina), il Primo Premio al Concorso Internazionale di Chitarra a Porto Alegre (Brasile) e la Medaglia d'Oro al 18º Concorso Internazionale organizzato da Radio Francia a Parigi.

## Carriera
Il debutto di Pierri negli Stati Uniti avvenne a New York. Nel 1983 debuttò in Germania e successivamente suonò per emittenti radiofoniche e programmi televisivi prodotti in Germania, Austria, Danimarca, Spagna, Francia, Canada, Corea e Giappone. Pierri è invitato regolarmente a tenere recital nelle più importanti sale da concerto in Europa, in America e in Asia.
La sua discografia include registrazioni solistiche, musica da camera, concerti con chitarra. Molti dei suoi cd sono stati premiati: ha ricevuto per ben due volte il premio FELIX in Canada per il migliore cd dell'anno.
Alvaro Pierri è anche un insegnante molto apprezzato: è stato professore presso l'Università di Santa Maria in Brasile, poi alla McGill University e alla UQAM di Montréal e dal 2002 presso l'Università di Vienna. Molti dei suoi studenti hanno vinto premi nelle più importanti competizioni internazionali.
Pierri tiene regolarmente masterclass presso i maggiori festival chitarristici, tra cui New York Manhattan Masters, GFA Guitar Fondation of America, Koblenz International Guitar Festival & Academy, Québec FIG, Seminari Internazionali di chitarra di Parigi e Bordeaux, masterclass a Barcellona, al Mozarteum di Salisburgo, a Vienna, a Magonza, a Tokio, Osaka, Seul, Hong Kong. È direttore artistico delle Giornate Chitarristiche del Liechtenstein (LIGITA).